# Calidion lindsaeae
Calidion lindsaeae är en svampart som först beskrevs av Henn., och fick sitt nu gällande namn av Syd. & P. Syd. 1919. Calidion lindsaeae ingår i släktet Calidion och familjen Uncolaceae.   Inga underarter finns listade i Catalogue of Life.